# Wilfried Rosendahl

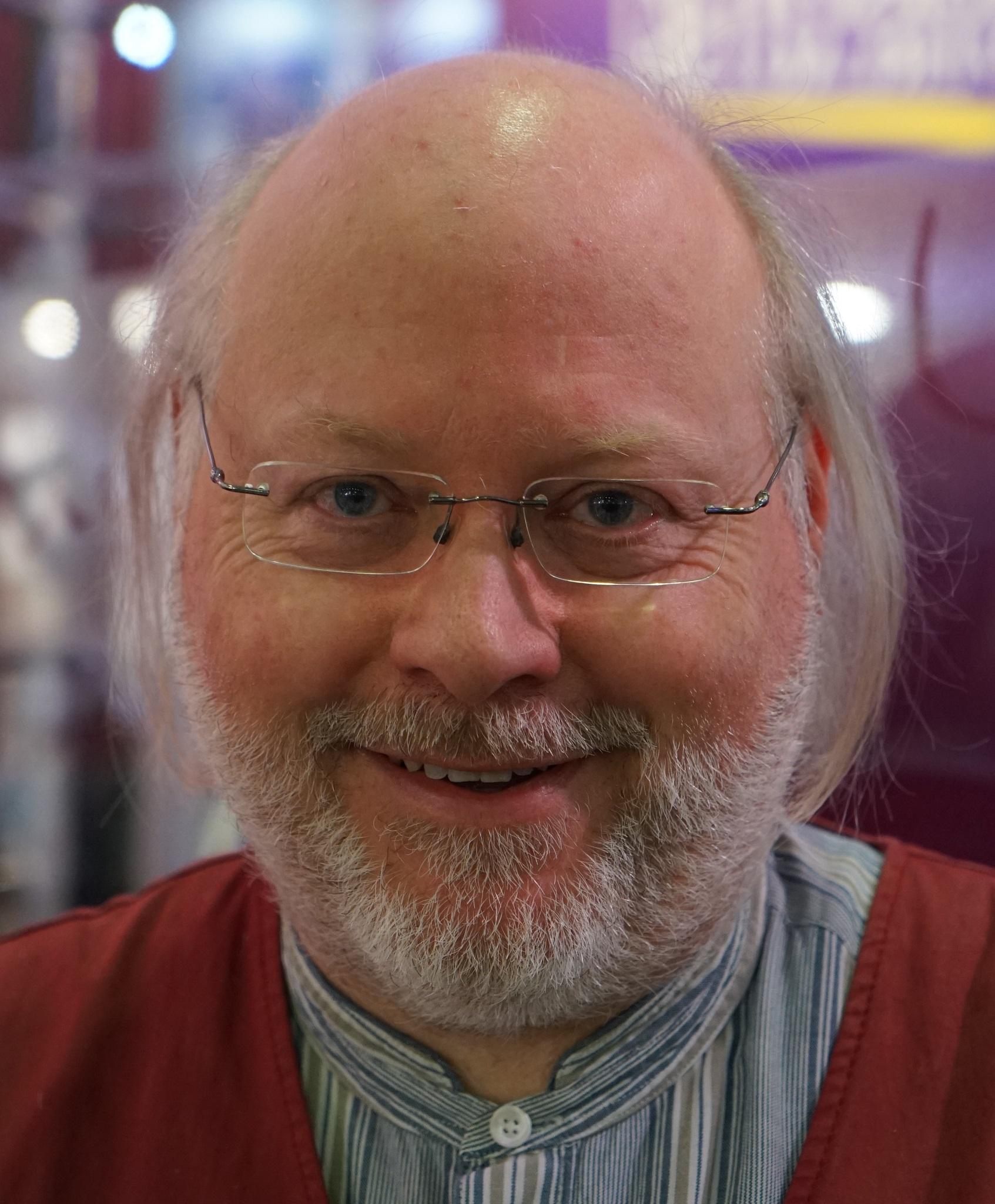
Wilfried Rosendahl, Frankfurter Buchmesse 2022

Wilfried Rosendahl (* 1966 in Ratingen) ist ein deutscher Bioarchäologe, Geowissenschaftler, Kurator, Kulturmanager und Hochschullehrer. Seit 2021 ist Rosendahl Generaldirektor der Reiss-Engelhorn-Museen in Mannheim.

## Leben
Wilfried Rosendahl studierte von 1986 bis 1992 an der Universität zu Köln Geologie, Paläontologie, Ur- und Frühgeschichte und Zoologie. Direkt im Anschluss an das Diplom erfolgte das Promotionsstudium, welches er 1994 mit einer Arbeit über Höhlen und Karsterscheinungen im Neandertal bei Düsseldorf abschloss.
Von 1994 bis 1996 absolvierte Rosendahl ein wissenschaftliches Volontariat am Hessischen Landesmuseum im Darmstadt und arbeitete dann in einem EU-Projekt zur pleistozänen Umwelt am Institut für Paläontologie der Universität Bonn. Von 1998 bis 2003 war er als Wissenschaftlicher Mitarbeiter bzw. Assistent am Institut für Angewandte Geowissenschaften der Technischen Universität Darmstadt tätig, wobei der Schwerpunkt seiner Forschung auf dem Thema Mensch, Klima und Umwelt (insbesondere Höhleninhalte) lag.
Zum Jahresbeginn 2004 erfolgte der Wechsel zu den Reiss-Engelhorn-Museen (REM) in Mannheim. Dort ist er Projektleiter des German Mummy Project, das die im Zuge von Umstrukturierungen der Museumsdepots „wiederentdeckten“ 19 Mumienobjekte untersuchte. Die Ergebnisse wurden 2007–08 in der Sonderausstellung Mumien – Der Traum vom ewigen Leben präsentiert. Seit 2016 war er Direktor für den Bereich „Archäologie und Weltkulturen“ und seit 2017 stellvertretender Generaldirektor der REM. Im Jahr 2021 wurde er als Nachfolger von Alfried Wieczorek zum Generaldirektor der Reiss-Engelhorn-Museen ernannt. Er ist auch Direktor des Curt-Engelhorn-Zentrums für Kunst- und Kulturgeschichte, das die Museumssammlungen mit der internationalen Forschung verbindet.
Seit 2016 hat Rosendahl einen Lehrauftrag am Historischen Institut der Universität Mannheim, wo er 2018 zum Honorarprofessor ernannt wurde und Lehrveranstaltungen im Beifach „Geschichte kuratieren und vermitteln“ hält.
Er ist unter anderem Mitglied im Vorstand des West- und Süddeutschen Verbandes für Altertumsforschung e. V., im Vorstand des Mannheimer Altertumsvereins und Mitglied im Stiftungsrat des Technoseums.

## Veröffentlichungen (Auswahl)
- Höhlen und Karsterscheinungen im Neandertal bei Düsseldorf. Verband der Deutschen Höhlen- und Karstforscher, München 1994 DNB 945023464 (= Zugleich: Dissertation, Uni Köln, 1994).
- mit Elmar-Björn Krause (Hrsg.): Im Reich der Dunkelheit. Höhlen und Höhlenforschung in Deutschland. Archaea, Gelsenkirchen/Schwelm 1996, ISBN 3-929439-62-X.
- mit Robert Darga, Ralph Kühn, Martina Pacher: Der Höhlenbär in Bayern. Pfeil, München 2000, ISBN 3-931516-82-2.
- mit Andreas Hoppe: Angewandte Geowissenschaften in Darmstadt. Deutsche Geologische Gesellschaft, Hannover 2002, ISBN 978-3-932537-15-8.
- mit Alfried Wieczorek (Hrsg.): Mumien. Der Traum vom ewigen Leben. (= Begleitband zur gleichnamigen Ausstellung). von Zabern, Mainz 2007, ISBN 978-3-8053-3779-3 (2., teilweise überarbeitete Auflage: von Zabern, Darmstadt 2015, ISBN 978-3-8053-4939-0).
- mit Alfried Wieczorek (Hrsg.): Schädelkult – Kopf und Schädel in der Kulturgeschichte des Menschen. (= Begleitband zur gleichnamigen Ausstellung). Schnell + Steiner, Regensburg 2011, ISBN 978-3-7954-2454-1
- mit Alfried Wieczorek, Andreas Schlothauer (Hrsg.): Der Kult um Kopf und Schädel. Interdisziplinäre Betrachtungen zu einem Menschheitsthema. (= Kolloquiumsband anlässlich der Ausstellung Schädelkult – Kopf und Schädel in der Kulturgeschichte des Menschen). Verlag Regionalkultur, Heidelberg/Ubstadt-Weiher/Basel 2012, ISBN 978-3-89735-769-3.
- mit Lutz Fiedler, Gae͏̈lle Rosendahl: Altsteinzeit von A bis Z . WBG, Darmstadt 2011, ISBN 978-3-534-23050-1.
- mit Gae͏̈lle Rosendahl, Donatella Lippi (Hrsg.): Die Medici – Menschen, Macht und Leidenschaft. (= Begleitband zur gleichnamigen Ausstellung). Schnell + Steiner, Regensburg 2013, ISBN 978-3-7954-2634-7.
- mit Meinrad Maria Grewenig (Hrsg.): Schädel – Ikone, Mythos, Kult. Verlag Das Wunderhorn, Heidelberg 2015, ISBN 978-3-88423-514-0.
- mit Gaëlle Rosendahl, Doris Döppes, Sarah Nelly Friedland: Eiszeit-Safari. Reisebegleiter. Pfeil, München 2016, ISBN 978-3-89937-204-5.
- mit Burkhard Madea (Hrsg.): Tatorte der Vergangenheit. Archäologie und Forensik. Theiss, Darmstadt 2017, ISBN 978-3-8062-3645-3.
- mit Alfried Wieczorek (Hrsg.): Javagold – Pracht und Schönheit Indonesiens. (= Begleitband zur gleichnamigen Ausstellung). Nünnerich-Asmus Verlag, Oppenheim am Rhein 2019, ISBN 978-3-96176-086-2.
- mit Hiram Kümper (Hrsg.): Unsterblichkeit. Traum oder Trauma? Nünnerich-Asmus Verlag, Oppenheim 2020, ISBN 978-3-96176-083-1.
- mit Uwe Busch (Hrsg.): Wilhelm Conrad Röntgen und den X-Strahlen auf der Spur. 50 Stätten zur Entdeckung, Geschichte, Anwendung der Röntgenstrahlen in Deutschland und Nachbarländern. Nünnerich-Asmus Verlag, Oppenheim 2020, ISBN 978-3-96176-137-1.
- mit Claude W. Sui, Stephanie Herrmann: In 80 Bildern um die Welt. Reisefotografien aus dem 19. und 20. Jahrhundert. Nünnerich-Asmus Verlag, Oppenheim 2021, ISBN 978-3-96176-150-0.
- mit Robert Darga, Doris Döppes: EisZeitReise Deutschland. 36 Entdeckungen vom Chiemsee bis Flensburg. Nünnerich-Asmus Verlag, Oppenheim 2022, ISBN 978-3-96176-181-4.
- mit Viola Skiba, Nikolas Jaspert, Bernd Schneidmüller (Hrsg.): Die Normannen. Eine Geschichte von Mobilität, Eroberung und Innovation. (= Begleitband zur Sonderausstellung Die Normannen). Schnell + Steiner, Regensburg 2022, ISBN 978-3-7954-3671-1.
- mit Robert Darga und Volker Wrede: UrZeitReise Deutschland. 36 Orte von der Zugspitze bis Helgoland. Nünnerich-Asmus, Oppenheim 2024, ISBN 978-3-96176-256-9.